# Magadenovac
Magadenovac – wieś w Chorwacji, w żupanii osijecko-barańskiej, w gminie Magadenovac. W 2011 roku liczyła 109 mieszkańców.